# Katarinapalatset (Moskva)
Katarinapalatset  (Ryska: Екатерининский дворец) är ett nyklassiskt palats vid Jauzafloden i Lefortovo i Moskva. Det har också kallats Golovinpalatset efter Fjodor Aleksejevitj Golovin, den ursprungligen ägaren av marken där det stod. Det var tänkt att användas som kungligt residens, men har i praktiken använts som militär byggnad under nästan hela sin existens. 

## Historik
Det uppfördes som ersättning för två gamla träslott som båda kallades Annenhof. Katarina den stora gav order om att Annenhof skulle rivas och ersättas av ett nytt modernt palats i sten. Det var tänkt att vara Katarinas residens i Moskva. Byggnationen påbörjades 1773, men pågick fortfarande vid Katarinas död 1796. 
Paul I gillade inte Katarinapalatset och omedelbart efter sin mors död 1796 förvandlade han byggnaden till baracker för Moskvas garnisonsregemente. Byggnaden har sedan dess använts för militära ändamål: sedan 1932 har det använts som lokaler för Malinovskijs Militära Väpnade Styrkors Akademi. Det förstördes under Moskvas brand 1812, men reparerades 1823.